# كارثة فتاة الزومبي
كارثة فتاة الزومبي (あるゾンビ少女の災難 Aru Zonbi Shōjo no Sainan) هي سلسلة رواية خفيفة كتبها ريو إيكيهاتا ومصورة من قبل هاغاني تسوروجي. تحولت السلسلة أونا من إنتاج استوديوهات جونزو وستينغراي وسيكون عرضهُ في يوليو 2018.

## الشخصيات
إيوفروسين ستوديون (
أداء صوتي: ساوري هايامي (اليابانية)، روعة السعدي  (العربية)
ألما V (
أداء صوتي: يوي أوغورا
سييوتشيرو تاكاناشي (
أداء صوتي: توموكازو سوغيتا
ماكو تاكاناشي (
أداء صوتي: ريوكو شيرايشي
ساياكا كاموشيدا (
أداء صوتي: ميوكي ساواشيرو
ماساهيرو ايبي (
أداء صوتي: تاتسوهيسا سوزوكي
يوي ميناغاوا (
أداء صوتي: ماو إيتشيميتشي
نوريكو سودو (
أداء صوتي: يوريكا كوبو
هيروشي ازوما (
أداء صوتي: Takahiro Miwa
ميياكي (
أداء صوتي: موغيهيتو

## وسائل الإعلام

### رواية خفيفة
ريو إيكيهاتا نشر سلسلة مجلدين مع رسوم توضيحية عن طريق هاغاني تسوروجي، تحت نشر كادوكاوا شوتين في  يونيو 2012. إيكيهاتا نشر مجلدين التكملة بعنوان Aru Zombie Shōjo no Nyūgaku ‎ (あるゾンビ少女の入学، حرفيًا. "بالتأكيد فتاة الزومبي تدخل الجامعة ")، تحت طبعة سيناكر بونكو في نوفمبر 2012.

### أنيمي
كادوكاوا أعلنَ عن الأنمي من الروايات الخفيفة الأصلية في  يونيو 2012،  وانهمرت على مقطورة للسلسلة في يوليو 2012. لا مزيد من المعلومات حول سلسلة المكشوفة حتى 13 أبريل عام 2018، عندما أعلن أن المسلسل سيكون رسوم متحركة أصلية للفيديو (أونا) من قبل استوديوهات جونزو و ستينغراي. السلسلة ستكون من إخراج هيديكي إيوامي والمخطط لها من قبل كاتسويا إيواموتو، مع البرامج النصية من جانب كينيتشي كانيماكي. جونيتشي تاكاوكا كشخص مصمّم السلسلة وكمدير الرسوم المتحركة الرئيسية، هذا الأخير بمساعدة تاكيشي كوساكا، يوجي هوسوغوي، نوريموتو توكورا. فن التصميم لسلسلة يتم توفيرها من قبل ماسايو كوباياشي، ايومي سوجيموتو هو مُشرف الفن، و شين واتانابي هو المدير الفني. ميوكي ميزوماكي بمثابة مصمّم الألوان. الرسم الرقمي من قٍبل جين يوإكورا. بالإضافة إلى المشاركة في إنتاج الرسوم المتحركة، ستينغراي أيضا هو المسؤول عن التصوير والتحرير. أكيرا نوغوشي هو مدير الصوت، في حين ياسويوكي كونو هو مصمم الصوت. ماسارو كوجيما هو منتج  الرسوم المتحركة للأونا. موسيقى السلسلة  من تأليف كو أوتاني. الأونا تنتجه كاتسويا إيواموتو.

### وسائل الإعلام الأخرى
في  نوفمبر 2012 ، ماساهيروأوناي، محرّر السلسلة  أعلن عن عمل السلسلة قيد النظر.